# Дзвоники
Дзвоники (Campánula) — рід виключно трав'янистих рослин з родини дзвоникових.

## Назва
Латинська родова назва Campanula утворена від campanula («маленький дзвін», «дзвоник») — зменшеної форми слова campana («дзвін»).
Українські синоніми та народні назви — дзвіночки, дзвіночок, дзвонок, збанок, збаночки, збаночок, званочки, звінка(и), звінок, звоник, звонки, звоночки, келішок, колокольчик(и), колокончик, курчовать, пауки, пукалка, римщина, чоботи канячі.

## Опис
Багаторічні, дворічні, рідше однорічні трав'янисті рослини. Листки без прилистків, цілісні, звичайно чергові, іноді зібрані в розетки біля основи стебла. Квітки дзвоникоподібні, здебільшого актиноморфні, поодинокі або зібрані в більш-менш багатоквіткові волотеподібні або китицеподібні, рідше головчасті суцвіття або поодинокі. Чашечка п'ятироздільна, іноді з додатками у виїмках між частками. Віночок дзвоникоподібний, п'ятилопатевий, п'ятизубачтий або надрізаний. Тичинки з розширеними біля основи нитками, пиляки вільні або спочатку склеєні; коробочка відкривається дірочками з клапанами. Маточка з три-, п'ятироздільною приймочкою. Зав'язь п'яти- або тригнізда. Плід — пряма або поникла три-, п'ятигнізда коробочка, що відкривається отворами вгорі або біля основи.

## Поширення
Рід є найчисельнішим у родині (понад 200 видів). Багато представників цього роду росте в гірських областях Кавказу і Середньої Азії. Деякі види дзвоників, наприклад дзвоники середні з великими білими або рожевими квітками, розводять як декоративні.

### Поширення в Україні
В Україні відомо 21 вид дзвоників. У дикому стані в лісах рівнинної частини України також поширені дзвоники широколисті — з великими ясно-фіолетовими квітками; дзвоники скупчені, в яких квітки зібрані у верхівкові головчасті суцвіття. Кілька гірських видів поширені в Карпатах, зокрема дзвоники альпійські — невисокий дворічник, що росте на кам'янистих місцях, дзвоники карпатські — багаторічна рослина гірських вапнякових скель, дзвоники круглолисті тощо.

## Види

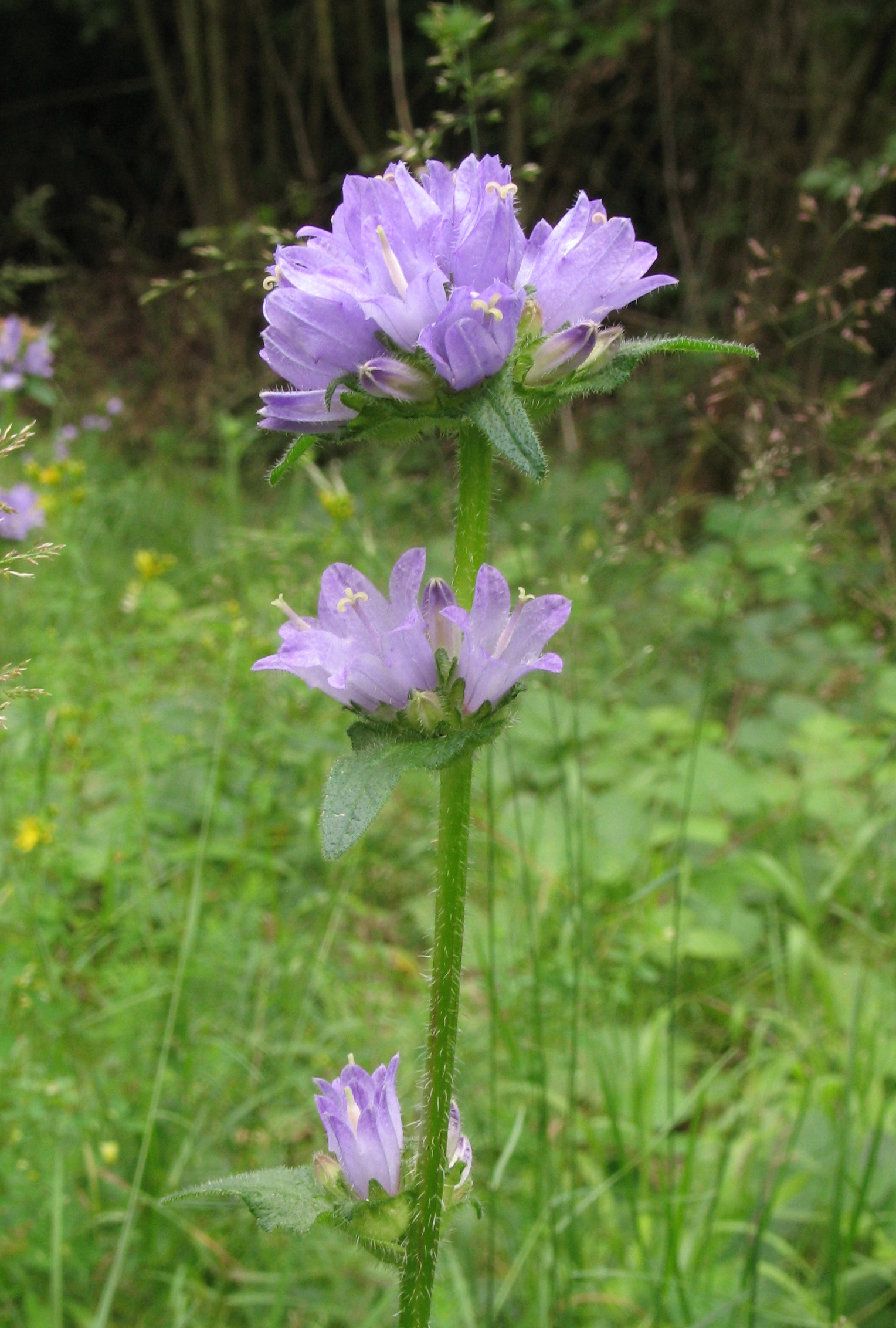
Campanula cervicaria

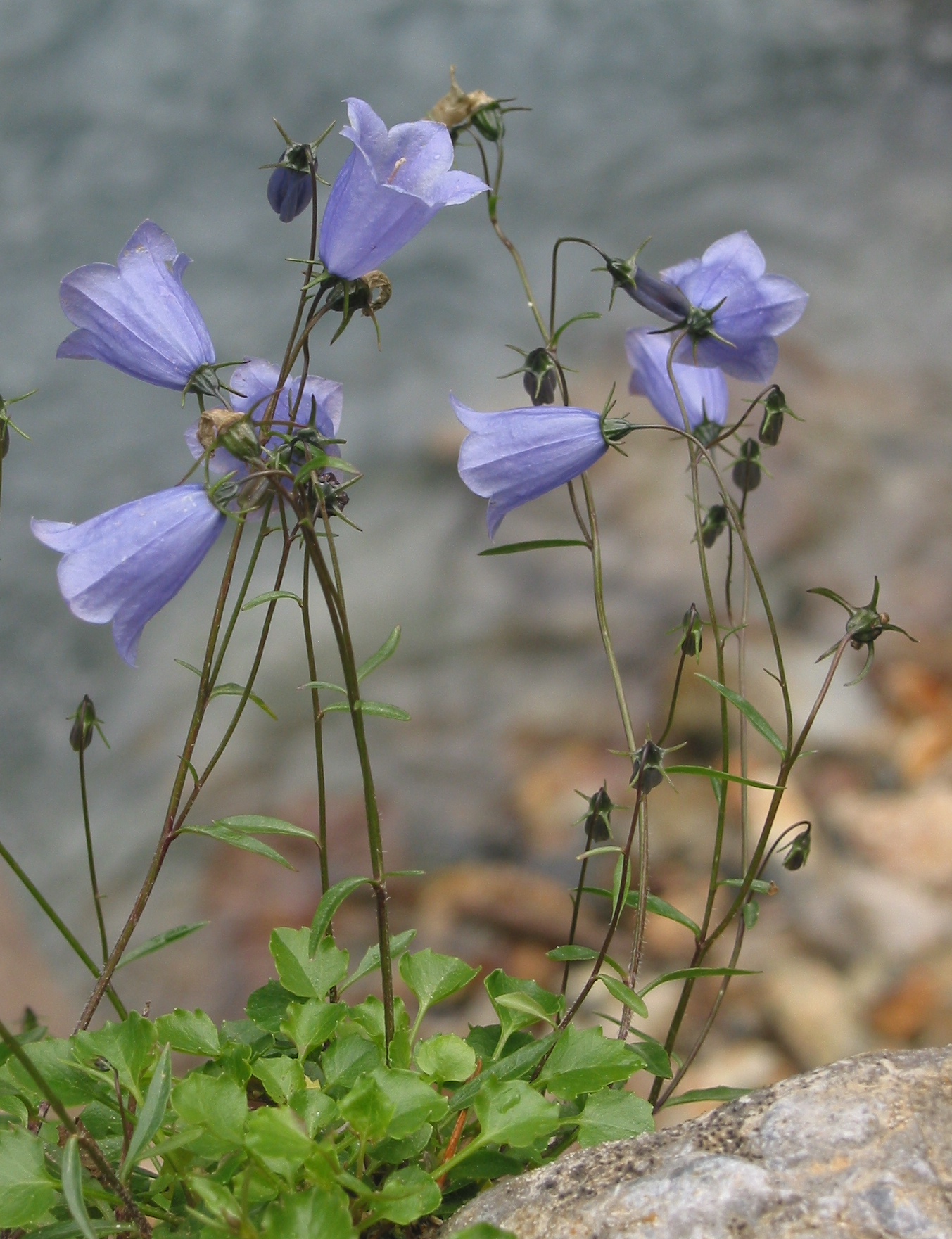
Campanula cochleariifolia

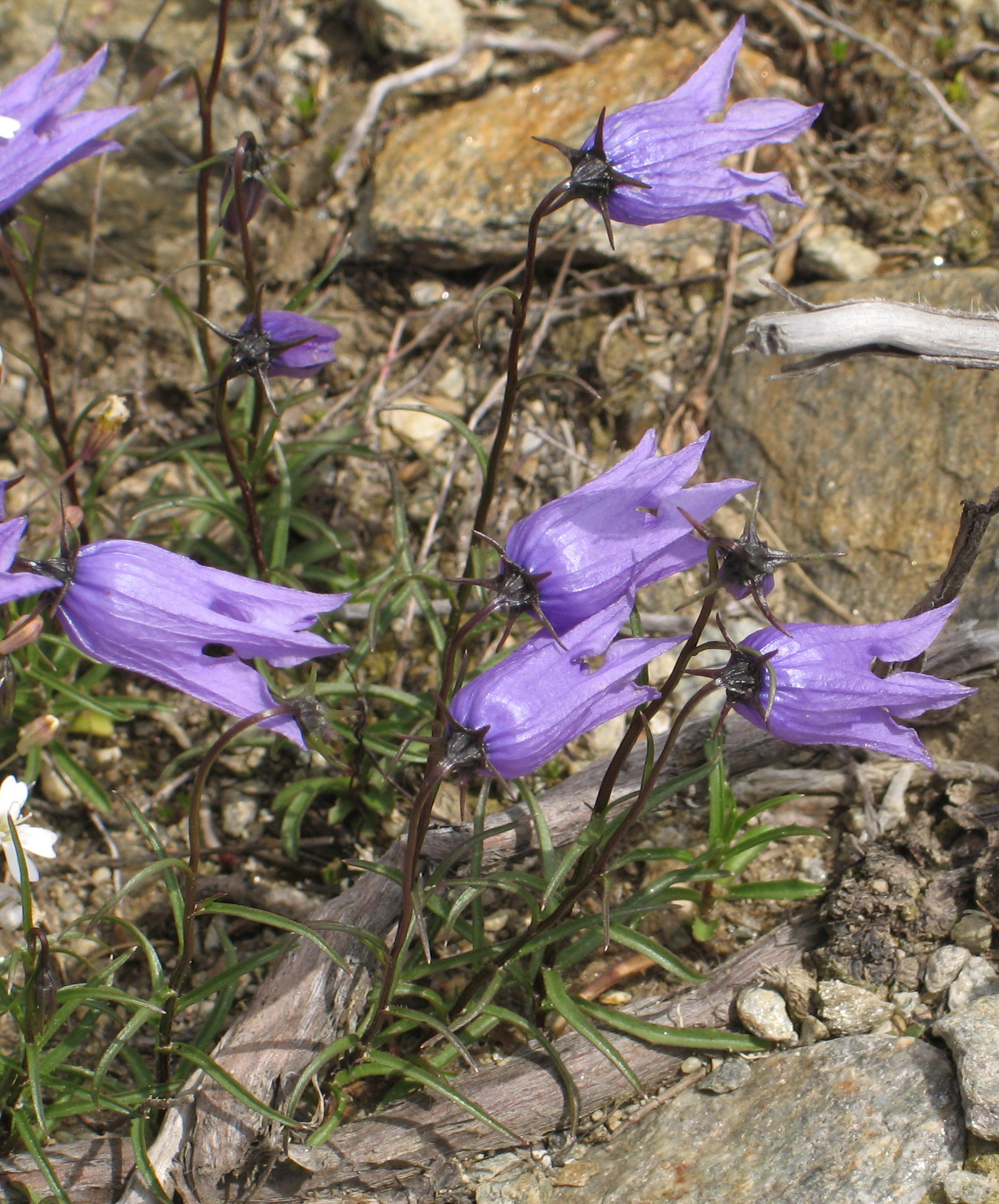
Campanula excisa

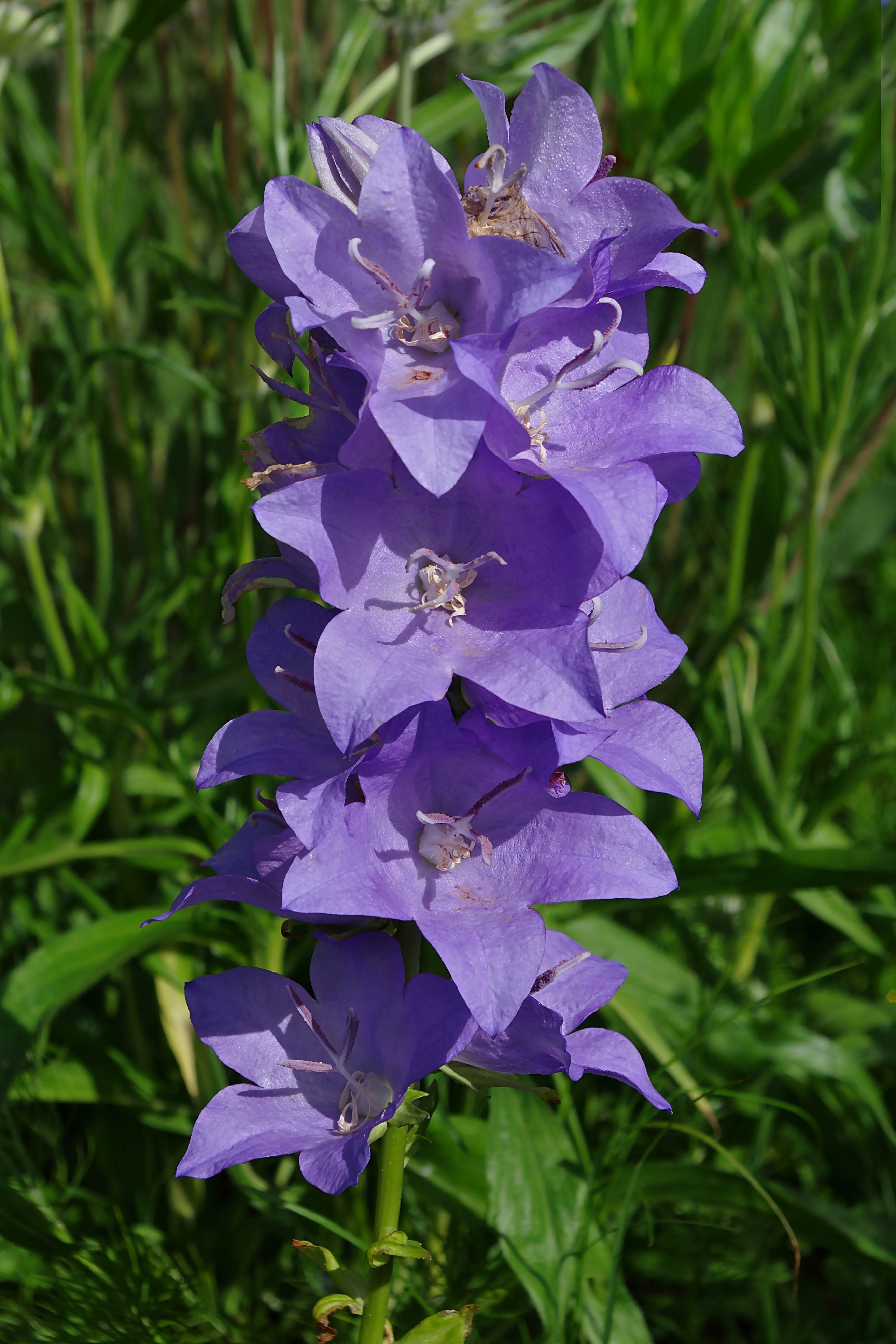
Campanula persicifolia

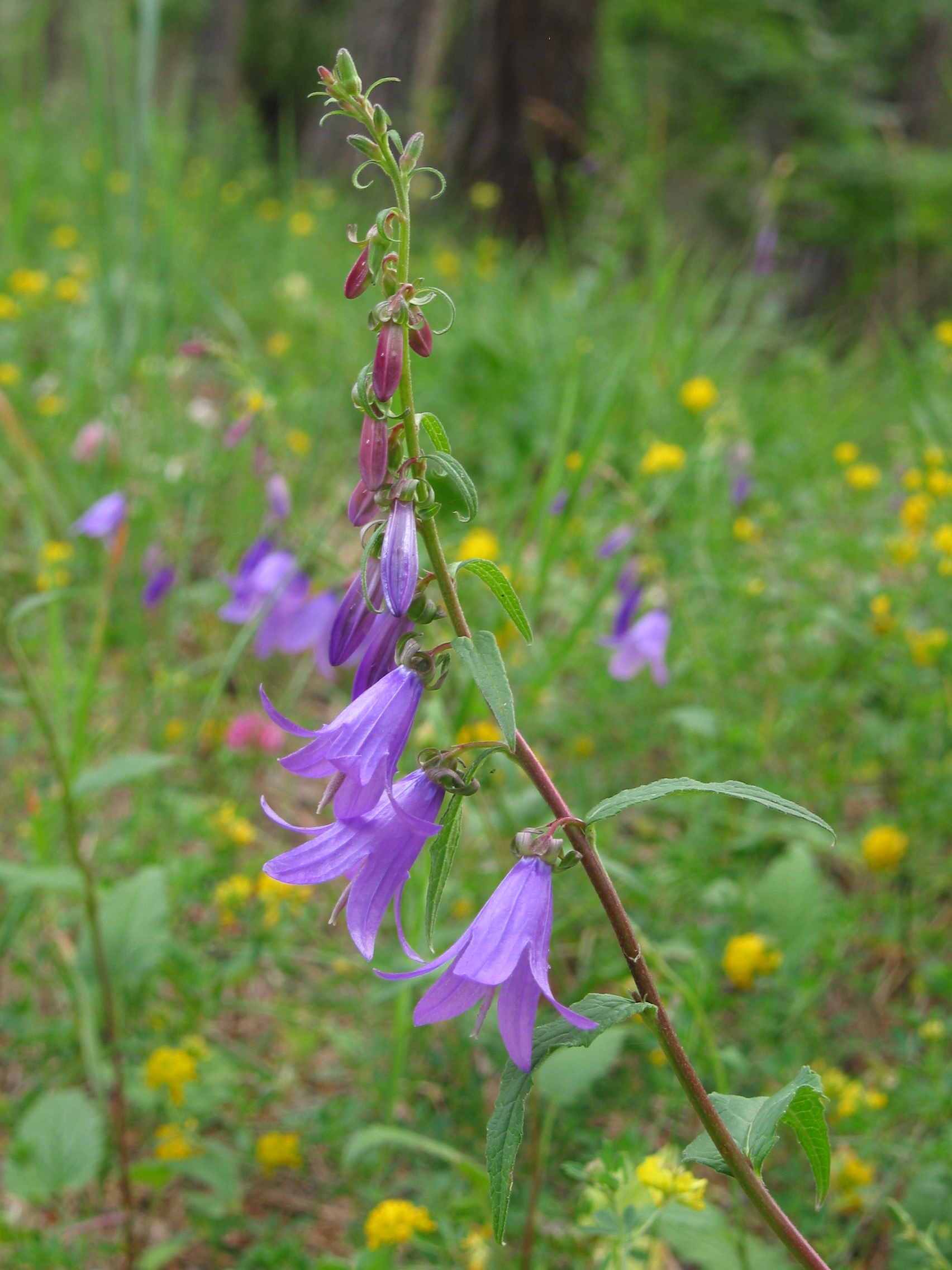
Campanula rapunculoides

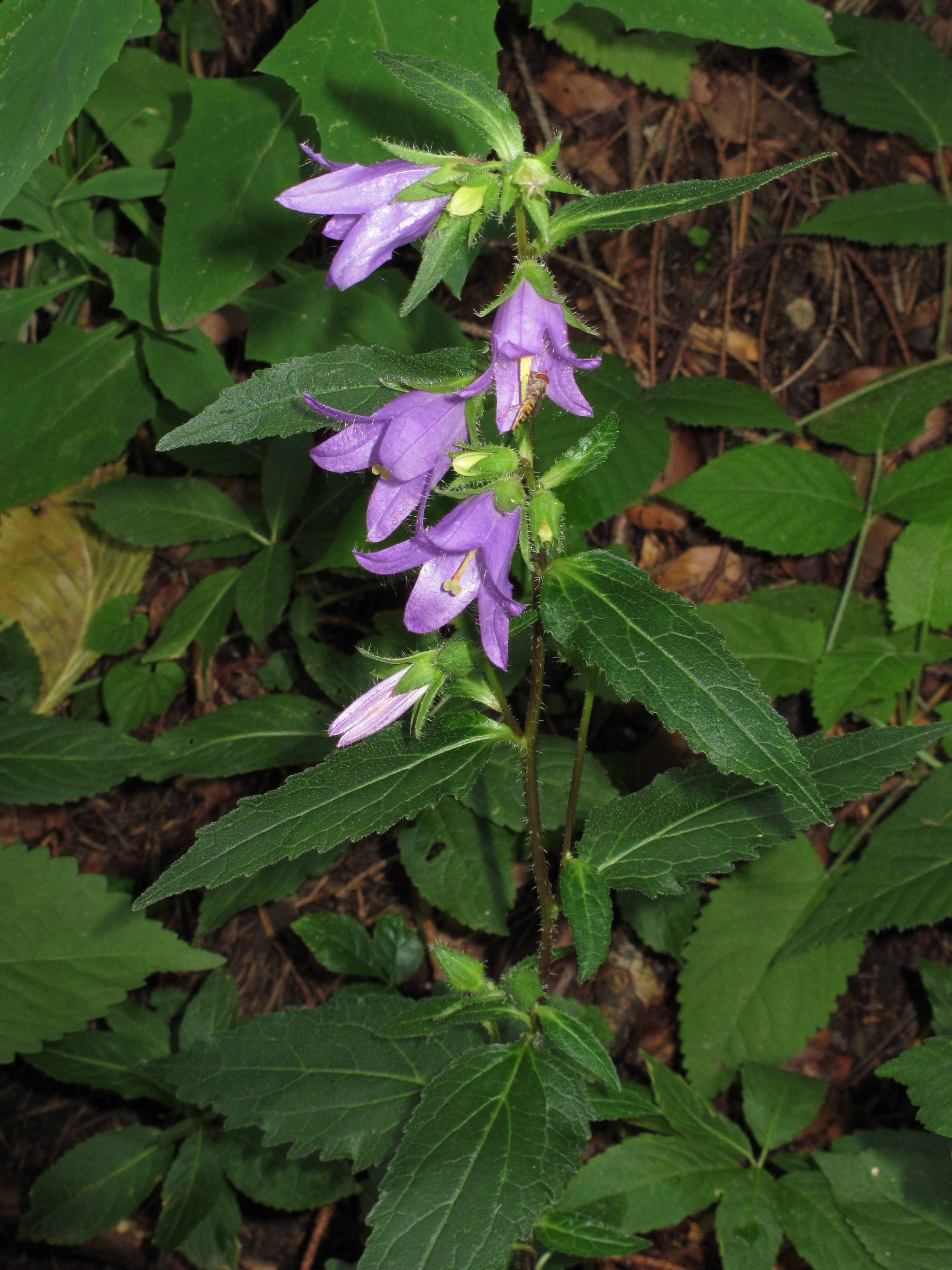
Campanula trachelium

| - Campanula acutiloba - Campanula adiyamanensis - Campanula afganica - Campanula afra - Campanula aghrica - Campanula aibgica - Campanula aizoides - Campanula aizoon - Campanula ajugifolia - Campanula akguelii - Campanula akhdarensis - Campanula aktascii - Campanula alaskana - Campanula alata - Campanula albanica - Campanula aldanensis - Campanula alisan-kilincii - Campanula alliariifolia - Campanula alpestris — Дзвоники приальпійські - Campanula alphonsii - Campanula alpina — Дзвоники альпійські - Campanula alsinoides - Campanula amasia - Campanula anchusiflora - Campanula andina - Campanula andrewsii - Campanula antalyensis - Campanula antilibanotica - Campanula argentea - Campanula argyrotricha - Campanula ariana - Campanula aristata - Campanula armena - Campanula arvatica, у т. ч. Campanula adsurgens - Campanula asperuloides - Campanula atlantis - Campanula aureliana - Campanula aurita - Campanula austroadriatica - Campanula austroxinjiangensis - Campanula autraniana - Campanula axillaris - Campanula barbata — Дзвоники бородаті - Campanula baumgartenii — Дзвоники Баумгартена - Campanula beauverdiana — Дзвоники Бове - Campanula bellidifolia — Дзвоники маргаритколисті - Campanula betulifolia — Дзвоники березолисті - Campanula bononiensis L. — Дзвоники болонські - Campanula caespitosa — Дзвоники дернисті - Campanula calaminthifolia - Campanula californica — Дзвоники каліфорнійські - Campanula carpatica — Дзвоники карпатські - Campanula cashmeriana — Дзвоники кашмірські - Campanula celsii - Campanula cenisia - Campanula cervicaria L. — Дзвоники шорстковолосисті - Campanula chamissonis — Дзвоники Шаміссо - Campanula cochleariifolia - Campanula collina - Campanula colorata - Campanula cremnophila - Campanula crenulata - Campanula dichotoma - Campanula divaricata - Campanula elatines - Campanula elegans - Campanula ephesia - Campanula erinus — Дзвоники однорічні - Campanula excisa - Campanula exigua - Campanula filicaulis - Campanula formanekiana - Campanula fragilis — Дзвоники ламкі - Campanula gansuensis L. - Campanula garganica - Campanula gelida - Campanula glomerata L. — Дзвоники скупчені - Campanula grossekii - Campanula hemschinica - Campanula hercegovina - Campanula heterophylla — Дзвоники різнолисті - Campanula imeretina - Campanula incurva - Campanula isophylla - Campanula jacobaea - Campanula kachethica - Campanula kantschavelii - Campanula kemulariae - Campanula khasiana - Campanula kladniana — Дзвоники Кладна - Campanula kolenatiana - Campanula komarovii — Дзвоники Комарова - Campanula laciniata - Campanula lactiflora - Campanula lanata - Campanula lasiocarpa - Campanula latifolia L. типовий — Дзвоники широколисті - Campanula latiloba - Campanula lingulata - Campanula linifolia - Campanula longistyla - Campanula lusitanica | - Campanula lyrata - Campanula macrorhiza - Campanula macrostachya — Дзвоники великоколосі - Campanula macrostyla - Campanula makaschvilii - Campanula medium — Дзвоники середні - Campanula michauxioides — Дзвоники Мішо - Campanula mirabilis - Campanula moesiaca - Campanula mollis — Дзвоники м'які - Campanula morettiana - Campanula oblongifolia - Campanula ochroleuca - Campanula olympica - Campanula orbelica - Campanula oreadum - Campanula oreodoxa - Campanula orphanidea - Campanula parryi - Campanula patula L. — Дзвоники розлогі, у т. ч. Campanula abietina - Campanula pelviformis - Campanula peregrina - Campanula persicifolia L. — Дзвоники персиколисті - Campanula petraea - Campanula petrophila Rupr. — Дзвоники камнелюбиві - Campanula phrygia — Дзвоники фригійські - Campanula phyctidocalyx - Campanula piperi - Campanula portenschlagiana - Campanula poscharskyana — Дзвоники Пожарського - Campanula prenanthoides - Campanula primulifolia - Campanula pulla - Campanula punctata — Дзвоники точкові - Campanula pyramidalis — Дзвоники пірамідальні - Campanula raddeana — Дзвоники Радде - Campanula raineri - Campanula ramosissima - Campanula rapunculoides L. — Дзвоники однобічні - Campanula rapunculus L. — Дзвоники рапунцель, або Дзвоники ріпчасті - Campanula reiseri - Campanula reuteriana — Дзвоники Рейтера - Campanula rhomboidalis — Дзвоники ромбоподібні - Campanula rotundifolia L. — Дзвоники круглолисті - Campanula rupestris - Campanula sarmatica — Дзвоники сарматські - Campanula sartorii - Campanula saxatilis - Campanula saxifraga - Campanula scabrella - Campanula scouleri - Campanula serrata L. — [[Дзвоники пилчасті]] - Campanula sibirica L. — Дзвоники сибірські - Campanula spicata - Campanula spruneriana - Campanula stevenii — Дзвоники Стевена - Campanula stricta - Campanula strigosa - Campanula teucrioides - Campanula takesimana - Campanula thessela - Campanula thrysoides - Campanula tomentosa - Campanula tommasiniana - Campanula trachelium L. — Дзвоники кропиволисті - Campanula trautvetteri — Дзвоники Траутфеттера - Campanula tridentata - Campanula uniflora - Campanula versicolor - Campanula vidalii - Campanula violae - Campanula waldsteiniana — Дзвоники Вальдштейна - Campanula zoysii |